# Cserna Ildikó
Cserna Ildikó (Budapest, 1974. július 22. –) Liszt Ferenc-díjas magyar opera-énekesnő (szoprán). Jelenleg a Magyar Állami Operaház magánénekese. Opera-repertoárjában elsősorban Mozart- és Verdi-szerepek találhatók.

## Életpályája
Cserna Ildikó Katalin 1974-ben született. A Városmajori Gimnáziumban érettségizett 1992-ben, majd a Bartók Béla Konzervatórium után a Liszt Ferenc Zeneművészeti Egyetemen végzett Ónody Márta növendékeként, ahol 1998-ban énekművész-művésztanári, 2000-ben operaénekesi diplomát szerzett Gulyás Dénes és Medveczky Ádám növendékeként, Kovalik Balázs rendező osztályában.Több hazai és külföldi énekverseny díjazottjaként szerzett országos ismertséget. Összesen hat CD jelent meg az ő feléneklésével a Hungaroton forgalmazásában. Külföldi fellépései során énekelt Ausztriában, Litvániában, Olaszországban, Hollandiában, Örményországban, Belgiumban, Németországban, a Kanári-szigeteki fesztiválon és az Amerikai Egyesült Államokban is.
Finnországban, a savonlinnai operafesztiválon 2011 júliusában nagy sikerrel énekelte több ízben Verdi: Don Carlos Erzsébet királyné szerepét. 2012. szeptembertől a Liszt Ferenc Zeneművészeti Egyetem Népzene tanszakának hangképző tanára. 2015 áprilisában a Tallér Zsófia zeneszerző és Zsótér Sándor rendező által megálmodott Leander és Lenszirom című operában kapott szerepet. A bonyolult karakterű Töndér Negéd megformálásáért számos elismerő kritikát kapott.
2015-től az Egressy Béni Református Művészeti Szakgimnázium tanára, ahol a dráma tagozaton a színész szakosok hangképzésével és művészi kifejező készségük fejlesztésével foglalkozik illetve a zeneiskolában és konzervatóriumi részen magán-énektanár.
2022-től Magyar Művészeti Akadémia köztestületi tagja,

## Elismerése
- 1994 Ádám Jenő Országos Dalverseny I. díj
- 1997 portugáliai Tomaz Alcaide Nemzetközi Énekverseny I. díj
- 1998/99/2000-Fischer Annie ösztöndíj
- 1999 Artisjus-díj
- 1999 Szilvássy Margit-emlékdíj
- 2005 Liszt Ferenc-díj

2015.Artisjus díjas darab szólistája (Tallér Zsófia Pert en Heru)
A Soros Alapítvány támogatta a külföldi versenyeken kimagasló eredményei miatt.